# Backfähigkeit
Backfähigkeit ist die Zusammenfassung von messbaren Merkmalen eines Brotgetreidemehls, einen sogenannten langen Teig, das heißt einen zusammenhängenden und elastischen Teig aus Klebereiweiß zu bilden, der beim Backen eine Krume entstehen lässt. Wird die Backfähigkeit bereits durch Anrühren des Teiges erreicht, spricht man von Eigenbackfähigkeit, d. h. aus dem Teig lässt sich ein Laib Brot herstellen. Andernfalls wird die Backfähigkeit nach dem Ansetzen durch die Teigführung verbessert. Durch die Teigführung werden besonders die Gasbildung und die Gashaltefähigkeit gesteigert.
Die Mehle von Weizen, Dinkel und Roggen besitzen eine Eigenbackfähigkeit. Diese Getreidearten werden in Deutschland daher als „Brotgetreide“ bezeichnet. Nur Mehle aus Brotgetreide werden typisiert und in Mehltypen eingeteilt. Auch aus Mehlen von Emmer und Einkorn können Brote gebacken werden – sie sind jedoch wirtschaftlich unbedeutend. Alle anderen Getreidearten wie Gerste oder Hafer sowie alle Pseudogetreidearten besitzen keine Eigenbackfähigkeit. Produkte aus ihnen können aber als Zutaten beim Brotbacken verwendet werden.
Die Backfähigkeit beruht:
- bei Weizenmehlen auf der Ausbildung von Disulfidbrücken zwischen Klebermolekülen (Oxidation von -SH-Gruppen in bestimmten Aminosäuren zu -S–S-Brücken). Dadurch werden Klebermoleküle vernetzt und es entstehen Großmoleküle (Polymere). Durch diese Struktur kann das bei der Gärung entstehende Gas (CO2) im Teig festgehalten werden. Der Teig geht auf und es entsteht ein Laib.
- bei Roggenmehlen auf dem hohen Anteil an Pentosanen, die ein hohes Wasserbindungs- und Quellvermögen aufweisen. Die Pentosane sind es auch, die in Roggenteigen verhindern, dass sich eine Kleberstruktur wie bei Weizenteigen ausbilden kann. Weiterhin reduzieren bzw. verhindern die während der Sauerteigführung gebildeten Säuren die Tätigkeit der stärkeabbauenden Enzyme (Absenkung des pH-Werts im Teig).[2]

Der im Wesentlichen durch den Stärkegehalt bestimmte Teil des Nährwerts und auch der Fettgehalt beeinflussen die Eigenbackfähigkeit nicht wesentlich. Merkmale, welche die Backfähigkeit bestimmen, sind der Gehalt an unvernetztem Gluten (Klebereiweiß, verstärkend, besonders beim Weizen) und an Pentosanen (Schleimstoffe, mindernd, besonders beim Roggen).
Beim Erhitzen von Gluten findet Hitzedenaturierung statt, Mehle aus geröstetem Getreide wie Gofio, Tsampa, Farina Bóna oder Grünkernmehl sind daher alleine nicht mehr backfähig. 
Sorten von Weizen bzw. deren Mehle mit hohen Proteingehalten liefern eine gute Eigenbackfähigkeit, die ertragreichen und damit meist proteinärmeren Sorten zeigen im Durchschnitt allenfalls befriedigendes Backverhalten.